# Michail Ignátieff
Michail Ignátieff (* 23. Januarjul. / 5. Februar 1910greg. in Sankt Petersburg; † 1991 in Hamburg) war ein deutscher Musiker und Komponist russischer Herkunft.
Im Alter von acht Jahren, kurz nach der Oktoberrevolution, kam Michail Ignátieff nach Berlin, wo Verwandte lebten. Früh verwaist, verdiente er sich seinen Lebensunterhalt zunächst als Kontorist. Eine Freundin der Familie, die Mitglied des Stuttgarter Balalaika-Ensembles war, nahm sich seiner an. Der Autodidakt galt bald als Virtuose an der Balalaika. Er war bereits in jungen Jahren, von 1924 bis 1930 als Konzertmeister in diesem Balalaikaorchester engagiert und trat ab 1931 auch als Solist auf. Neben seiner Konzerttätigkeit konzentrierte sich sein Wirken auf Rundfunkveranstaltungen. 1935 erschien seine erste Schallplatte und ein Jahr später stand Ignátieff vor einer Fernsehkamera – ein brandneues Medium. Das festigte seinen Ruf als bester Balalaikaspieler außerhalb Russlands. Durch ihn fand dieses Instrument Eingang in europäischen Konzertsälen. 1938 ging er mit Einladung europäischer Radiostationen auf Tournee. Während des Zweiten Weltkrieges spielte Ignátieff des Öfteren im Deutschlandsender und wurde für die Lazarett-Betreuung sowie für Konzerttourneen zugunsten des Roten Kreuzes verpflichtet. Nach dem Krieg zog er nach München. Die US-Armee engagierte ihn für Konzerte des amerikanischen Roten Kreuzes und für Großveranstaltungen. Umgehend konnte er wieder im Rundfunk Fuß fassen und unternahm regelmäßig Bäder-Tourneen. Stets war ihm jedoch daran gelegen, nicht ins Show-Geschäft einzusteigen. Bekannte Komponisten ernster Musik widmeten ihm Balalaika-Konzerte.
Seine kompositorische Tätigkeit hatte ihren Schwerpunkt in der Kammermusik für Balalaika und Klavier, er komponierte aber auch konzertante Variationen slawischer Volksweisen und -tänze.
Ignátieff verfasste die Schule des künstlerischen Balalaika-Spiels (Verlag Wilhelm Zimmermann, Frankfurt).